# خطوة (مجلة)
مجلة خطوة هي مجلة فصلية متخصصة في الطفولة المبكرة، يصدرها المجلس العربي للطفولة والتنمية، صدر العدد الأول في مايو 1999م  مدير التحرير: إيمان بهي الدين والإشراف الفني: محمد أمين، وللمجلة هيئة استشارية تتكون من مجموعة من الإعلاميين، أما مستشارو التحرير فهم: سعد لبيب، صفاء الأعسر، عبد التواب يوسف، ليلى كرم الدين، المجلة تصدر بدعم مالي من برنامج الخليج العربي لدعم منظمات الأمم المتحدة الإنمائية. وتوجه المجلة إلى الباحثين والمهتمين بثقافة الطفل، أما الملحق بعنوان «معاً» فهو موجه لطفل ما قبل المدرسة، باعتبار أن خطوة تهتم بالطفل في سن ما قبل المدرسة. ليست للمجلة شخصيات كرتونية، عدد صفحاتها 56 صفحة بالأبيض والأسود، وبعضها ملون. يكتب في المجلة مجموعة من الباحثين المتخصصين، وتخلو المجلة من المسابقات، إلا أن هناك رسومات للفنان عمرو طلعت على بعض الأغلفة، قطع المجلة 21×30سم الملحق المعنون «معاً» موجه في المقام الأول لطفل ما قبل المدرسة، وهو من إعداد سوسن رضوان، ينتمي إلى ملاحق التسالي. قطع الملحق 24×17 سم، منه 8 صفحات ملونة، الهدف منها تقييم مهارات الطفل، مثل دائرة معلومات الأشكال الهندسية، أو لون الشكل المشابه، أو احترسوا أيها الصغار و «افهم ولون» و«أين الاختلافات» و «من الخطوط إلى الحروف» و «متاهات مبسطة للغاية» المجلة وملحقها لا يعتمدان على الإعلان، والمجلة لا تباع، لكن هناك اشتراكات سنوية في مصر تصل إلى 25 جنيهاً، وفي البلدان العربية 19 دولاراً أمريكياً، شعار المجلة متخصصة في الطفولة المبكرة ورياض الأطفال.